# Iedo Fiúza
Yedo Fiuza, Yêddo Fiuza, ou Iedo Fiúza, de acordo com a ortografia atual, (Porto Alegre, 15 de setembro de 1894 – Rio de Janeiro, 12 de fevereiro de 1975) foi um político brasileiro.

## Biografia
Formado pela Faculdade de Engenharia de sua cidade, radicou-se no Rio de Janeiro e trabalhou, como engenheiro, em várias empresas particulares, construindo obras no interior do país, e em uma firma estadunidense na qual permaneceu até 1930.

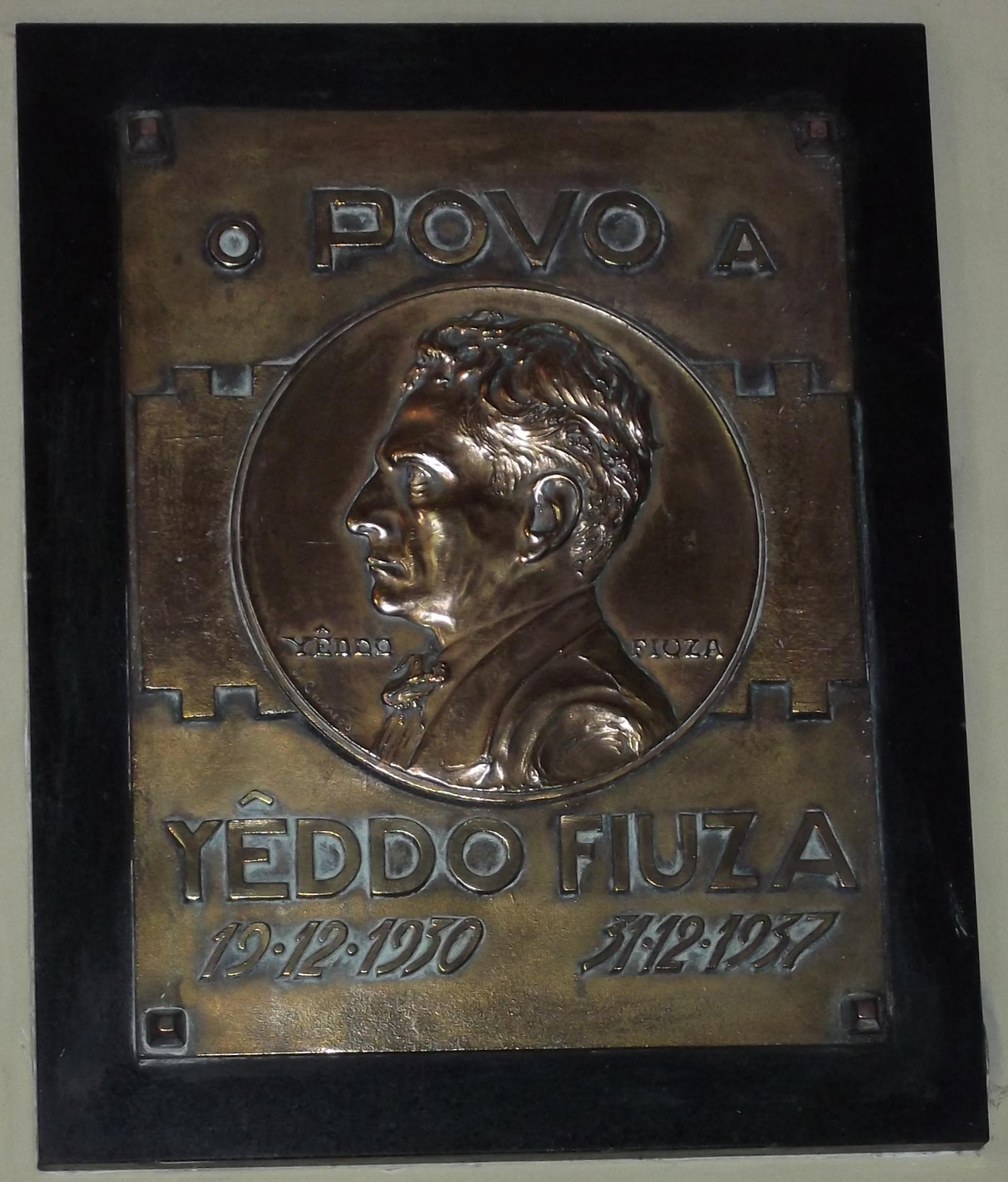
Efígie numa placa.

### Vida política
Após a Revolução de 1930, foi nomeado prefeito de Petrópolis, no estado do Rio de Janeiro, cargo para o qual foi eleito em 1936.
Durante o Estado Novo, foi diretor-geral do Departamento Nacional de Estradas de Rodagem (DNER).
Com a redemocratização, foi lançado candidato à presidência da República pelo Partido Comunista do Brasil (PCB) na eleição de 1945, mas não militava no partido e não se considerava comunista. Fiúza recebeu 570 mil votos no pleito que elegeu o general Eurico Gaspar Dutra.
Em 1947 candidatou-se, sem sucesso, à prefeitura de Petrópolis, pelo Partido Socialista Brasileiro (1945) (PSB).
Trabalhou no Departamento de Águas, tendo sido encarregado de elaborar, a curto prazo, um plano para abastecimento do então Distrito Federal.